# Балтгайлис, Весма
Ве́сма Ба́лтгайлис (латыш. Vesma Baltgailis, 23 марта 1950 — 3 декабря 2021) — канадская шахматистка латышского происхождения, международный мастер (1985) среди женщин.
В составе сборной Канады участница шести Олимпиад (1978, 1982—1984, 1988—1992).